# Tokitsukaze (tàu khu trục Nhật)
Tokitsukaze (tiếng Nhật: 時津風) là một tàu khu trục hạng nhất của Hải quân Đế quốc Nhật Bản thuộc lớp Kagerō đã phục vụ tại Mặt trận Thái Bình Dương trong Chiến tranh Thế giới thứ hai.
Vào ngày 3 tháng 3 năm 1943, Tokitsukaze hộ tống một đoàn tàu vận tải chuyển binh lính từ Rabaul đi về hướng Lae. Máy bay của lực lượng Đồng Minh đã tấn công đoàn tàu, và trong trận chiến biển Bismarck diễn ra sau đó, đã đánh chìm tất cả các tàu vận tải và nhiều tàu hộ tống. Tokitsukaze bị đánh trúng và chết đứng giữa biển trong cuộc không kích ngày 3 tháng 3, khiến 19 người tử trận. Xác tàu bỏ lại bị máy bay Đồng Minh đánh chìm vào ngày 4 tháng 3, ở cách 100 km (55 dặm) về phía Đông Nam Finschhafen, ở tọa độ 07°15′N 148°15′Đ / 7,25°N 148,25°Đ.
Tokitsukaze được rút khỏi danh sách Đăng bạ Hải quân vào ngày 1 tháng 4 năm 1943.